# Mogens Damm
Mogens Damm (født 1948) er tidligere lektor i engelsk og studievejleder ved Frederikshavn Gymnasium & HF. 
Damm er forhenværende socialdemokratisk byrådspolitiker, valgt til Frederikshavn Byråd fra 1987-2002 hvor han blandt andet virkede som kulturudvalgsformand. 
Mogens Damm er student fra Viborg Katedralskole 1967 og kandidat fra Aarhus Universitet i 1973.
Mogens Damm er aktiv i Lions Club Bannerslund. Sidder i styregruppen bag restaureringen af Ellinggård. 
I 2024 udnævnt til Årets Elling.
Har sideløbende været tekstforfatter til to jubilæumsbøger, Frederikshavn Golfklubs 25 års jubilæumsskrift og Lions Club Bannerslunds 25 års jubilæumsskrift.

## Poster
- Formand for Danmarks Biblioteksforening 1994 – 2002.
- Tidligere vicepræsident for Den Europæiske Biblioteksorganisation EBLIDA.
- Tidligere medlem (1994-2002) af Dansk Sprognævn for Kulturministeriet.

Mogens Damm er storebror til forfatteren Søren Damm.